# 新西兰航天局

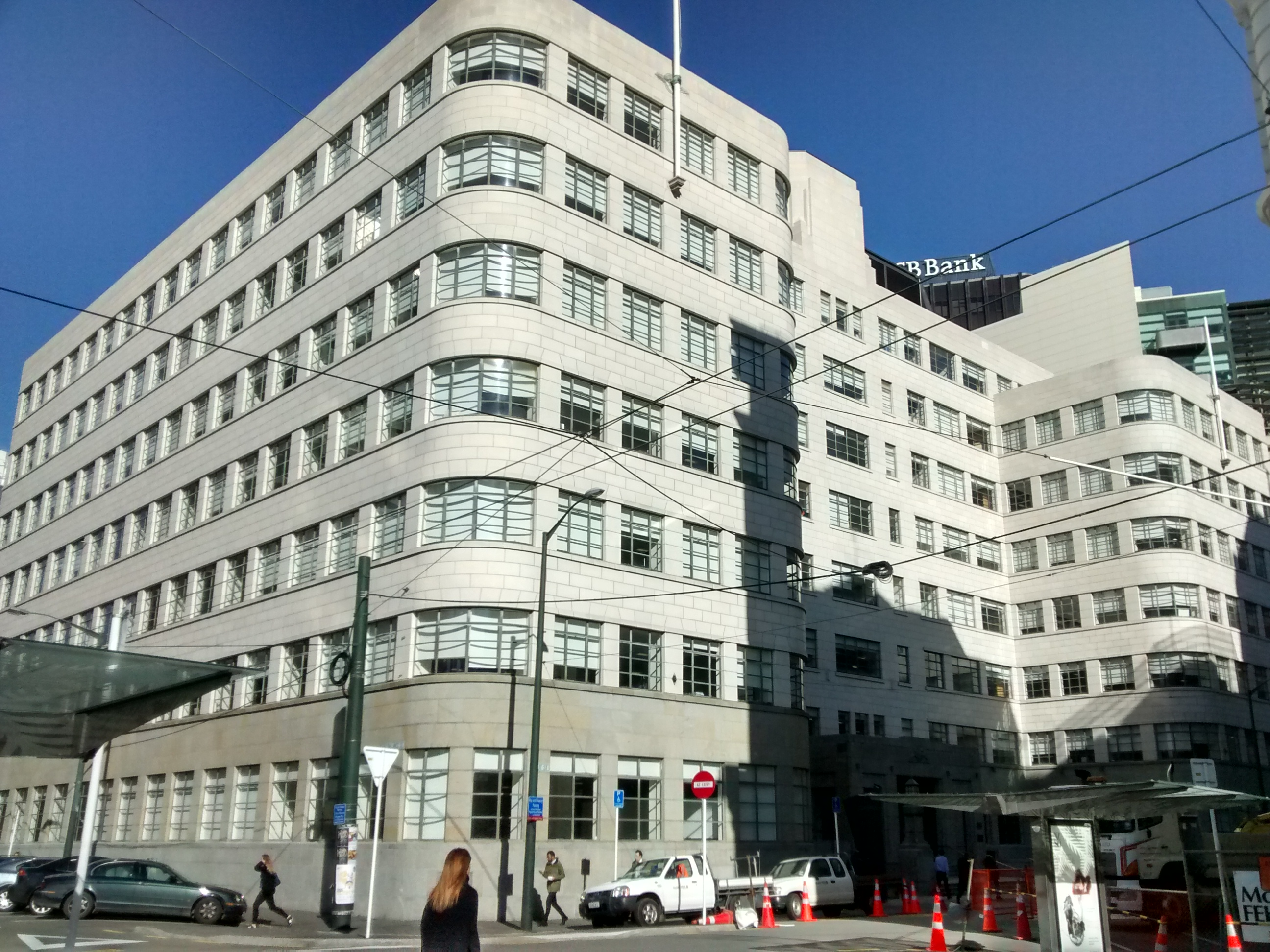
新西兰航天局办公室

新西兰航天局（英语：New Zealand Space Agency）是新西兰的公共服务机构，负责该国太空活动的政策、管理和商业发展。

## 历史
新西兰航天局设立于2016年4月，隶属于该国商业、创新和就业部。目的在于促进新西兰航天产业的发展以及获得经济利益。政府还设立了太空机构来管理该国日益增长的商业航天产业，特别是允许美国航天公司火箭实验室在新西兰的附属机构进行航天发射活动。

## 太空项目

### 甲烷星项目
2019年11月，新西兰航天局与美国非政府组织環境保護基金會（Environmental Defense Fund）签署合作伙伴关系，共同研发甲烷卫星监测项目“甲烷星”，该卫星为地球观测卫星，将研究人类的甲烷排放，以更好的跟踪和应对气候变化。新西兰航天局为该项目投入2600万美元和一个设在新西兰的任务控制中心，该项目为新西兰自己的首次太空科学任务，计划在2022年发射。

### 阿尔忒弥斯协定
2021年6月1日，新西兰航天局签署了阿尔忒弥斯协定，新西兰成为该计划第11个协定国。